# Monolexis manilensis
Monolexis manilensis är en stekelart som beskrevs av William Harris Ashmead 1904. Monolexis manilensis ingår i släktet Monolexis och familjen bracksteklar. Inga underarter finns listade i Catalogue of Life.